# 若尾祐司
若尾 祐司（わかお ゆうじ、1945年11月22日 - ）は、日本の西洋史学者、名古屋大学名誉教授。

## 経歴
1945年、岐阜県生まれ。岐阜県立岐阜高等学校を経て、1968年、京都大学文学部史学科を卒業、1972年、名古屋大学大学院法学研究科博士課程中退し、琉球大学法文学部講師となる。(後に1986年「ドイツ奉公人の社会史 近代家族の成立」を名古屋大学に提出して法学博士号を取得)。
1976年より琉球大学法文学部助教授、1987年、同学部教授。1988～89年、同大学法学研究科長。1989年、名古屋大学文学部助教授に転じ、1992年より同学部教授。1999～2001年、同大学文学部長・文学研究科長。2004年、名古屋大学理事・副総長。2009年、定年退任、名誉教授となった。その後は、2010年より放送大学愛知学習センター所長。

## 家族・親族
- 妻：若尾典子は県立広島大学教授。

## 著書
- 『ドイツ奉公人の社会史 近代家族の成立』ミネルヴァ書房 1986年
- 『近代ドイツの結婚と家族』名古屋大学出版会 1996年
- 『世界記者ユンクの20世紀 前編 ナチ時代』名古屋大学出版会 2024年

### 共編著
- 『家族（近代ヨーロッパの探究）』編著 ミネルヴァ書房 1998年
- 『シリーズ比較家族 父親と家族 父性を問う』黒柳晴夫,山本正和共編 早稲田大学出版部 1998年
- 『革命と性文化』栖原彌生,垂水節子共編 山川出版社 2005年
- 『記録と記憶の比較文化史 史誌・記念碑・郷土』羽賀祥二共編 名古屋大学出版会 2005年
- 『近代ドイツの歴史 18世紀から現代まで』井上茂子共編著 ミネルヴァ書房 2005年
- 『歴史の場 史跡・記念碑・記憶』和田光弘共編著 ミネルヴァ書房 Minerva西洋史ライブラリー 2010年
- 『ドイツ文化史入門 16世紀から現代まで』井上茂子共編 昭和堂 2011年
- 『反核から脱原発へ ドイツとヨーロッパ諸国の選択』本田宏共編 昭和堂 2012年
- 『核開発時代の遺産: 未来責任を問う』木戸衛一共編 昭和堂 2017年
- 『戦後ヒロシマの記録と記憶　小倉馨のR. ユンク宛書簡』小倉桂子共編 名古屋大学出版会 2018年

### 翻訳
- ウーテ・フレーフェルト『ドイツ女性の社会史 200年の歩み』姫岡とし子、坪郷実共訳 晃洋書房 1990
- M.ミッテラウアー・R.ジーダー『ヨーロッパ家族社会史 家父長制からパートナー関係へ』若尾典子共訳 名古屋大学出版会 1993
- ミヒャエル・ミッテラウアー『歴史人類学の家族研究 ヨーロッパ比較家族史の課題と方法』森明子訳 新曜社 1994
- ヨーゼフ・エーマー『近代ドイツ人口史 人口学研究の傾向と基本問題』魚住明代共訳 昭和堂 2008
- ラン・ツヴァイゲンバーグ『ヒロシマ　グローバルな記憶文化の形成』西井麻里奈・髙橋優子・竹本真希子共訳、名古屋大学出版会、2020年